# Vojtanov
Vojtanov (németül Voitersreuth) község Csehországban a Karlovy Vary-i kerület Chebi járásában. Településrészei: Antonínova Výšina (Antonienhöhe), Mýtinka (Rossenreuth) és Zelený Háj (Hagengrün). Ezenkívül közigazgatási területén fekszik a megszűnt Ottengrün település.

## Földrajza
Az Aši-kiszögellés délkeleti részén, Aš-tól 11 km-re délkeletre fekszik. Területe a Smrčiny hegység részét képező Asi-hegyvidéken (csehül Ašská vrchovina) belül a Házlovi-dombvidéken (csehül Házlovská pahorkatina) fekszik.

## Története
Első írásos említése Voitesrewt néven 1299-ből származik. 1455-ben a seebergi Schlick-család tulajdonába került. 1464-ben a chebi klarisszák birtokában. 1684-ben tűzvész pusztított a településen. A települést érintő út 1829-ben, vasútja 1865-ben készült el. A 19. század végén főként textilipara volt jelentős. 1937-ben 647 lakosa volt. A második világháborút követően 1946-ban német nemzetiségű lakosságát kitelepítették.  Iskoláját 1975-ben szüntették meg. 2008-ban 66 lakóházában 208 lakos élt.

## Népesség
A település népessége az elmúlt években az alábbi módon változott:
| Lakosok száma | 684  | 701  | 757  | 266  | 235  | 192  | 218  | 235  | 232  | 248  |
|               | 1869 | 1890 | 1921 | 1950 | 1980 | 2001 | 2017 | 2019 | 2022 | 2024 |

## Jegyzetek

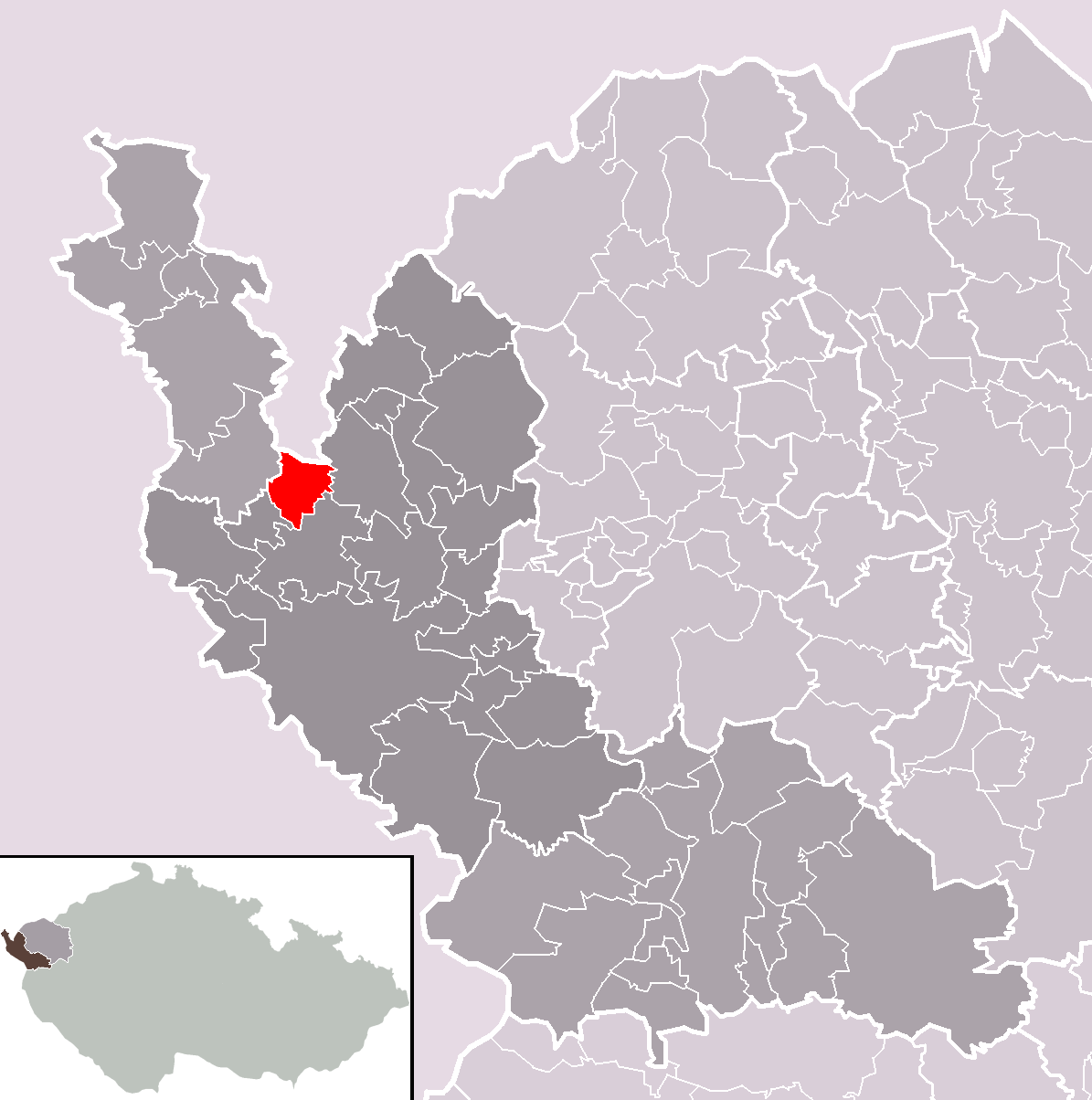
A község közigazgatási területe